# Barragem de Fratel
A Barragem de Fratel está localizada nos limites dos distritos de Castelo Branco e de Portalegre, entre as Portas de Ródão e a foz do Rio Ocreza, na bacia hidrográfica do Tejo, no Rio Tejo, em Portugal. A construção foi finalizada em 1973.
A Central Hidroelétrica de Fratel possui uma altura de 43 m acima do terreno natural e uma cota de coroamento de 87 m. Possui 3 grupos geradores do tipo Kaplan. A capacidade instalada de produção de energia eléctrica é de 132 MW.
A albufeira da barragem, que cobre uma extensão de 1000 hectares, submergiu uma boa parte dos núcleos de gravuras rupestres do Tejo e um troço do antigo muro de sirga do Tejo.